# روابط پاکستان و مالزی
روابط پاکستان و مالزی (انگلیسی: Malaysia–Pakistan relations) به روابط دیپلماسی دو جانبه بین دو کشور مالزی و پاکستان اشاره دارد. پاکستان در کوالا لامپور دارای کمیسیون عالی (سفارت) است و کمیسیون عالی مالزی در اسلام‌آباد قرار دارد. هر دو کشور عضو اتحادیه کشورهای مشترک‌المنافع و سازمان همکاری اسلامی هستند.